# Četiri godišnja doba (Bajaga i instruktori)
Četiri godišnja doba je EP srpskog sastava Bajaga i instruktori. Bio je to posljednji album Bajage i instruktora koji je izašao u SFRJ i posljednji koji se mogao naći u redovnoj prodaji u Hrvatskoj sve do normaliziranja odnosa RH i SCG u drugoj polovici 1990-ih.
Objavljen je 18. rujna 1991.

## Popis pjesama
1. Uspavanka
2. Dobro jutro
3. Buđenje ranog proleća
4. U koži krokodila